# Burmannia latialata
Burmannia latialata är en enhjärtbladig växtart som beskrevs av Pobég. Burmannia latialata ingår i släktet Burmannia och familjen Burmanniaceae. Inga underarter finns listade i Catalogue of Life.